# Varnebroekmolen
De Varnebroekmolen is een omstreeks 1860 gebouwde poldermolen uit Heiloo met een eikenhouten achtkant op lage voet. De molen is een wipmolen met een gevlucht van 9 meter, met op de binnenroede fokwieken met remkleppen en op de buitenroede Oud-Hollandse wieken. Hij bemaalt de polder met behulp van een vijzel op de Schermerboezem. Tot in 1959 een elektrisch gemaal in de molen werd ingebouwd, werd de polder geheel op windkracht bemalen. In 1972 werd hij van zijn vroegere plek verwijderd om plaats te maken voor de westelijke randweg rond Alkmaar. In 1974 is hij op zijn huidige plaats opnieuw opgebouwd.
De Varnebroekmolen is sinds 2012 eigendom van de Molenstichting Alkmaar e.o.; daarvoor van de gemeente Heiloo.  De molen is op afspraak te bezichtigen.